# ام۱۱۳
ام۱۱۳ نوعی نفربر زره‌پوش آمریکایی است که در سال ۱۹۶۰ به ارتش ایالات متحده آمریکا پیوسته و نیروهای مسلح بیش از ۵۰ کشور دیگر دنیا نیز آن را به کار گرفته‌اند.
ام۱۱۳ یک خودروی شنی‌دار جعبه‌مانند است که مدل پایهٔ آن حدود ۱۲ تن وزن، ۲٫۵ متر ارتفاع، ۲٫۷ متر عرض و ۴٫۸۶ متر طول دارد و به یک تیربار ام۲ برونینگ مسلح است. نفربر ام۱۱۳ با یک راننده و یک فرمانده هدایت می‌شود و ظرفیت حمل ۱۱ سرباز را دارد که از در پشت نفربر برای ورود و خروج استفاده می‌کنند. اولین مدل ام۱۱۳ از موتور بنزینی استفاده می‌کرد که خیلی سریع در سال ۱۹۶۴ با موتور دیزلی ساخت دیترویت دیزل به قدرت ۲۱۲ اسب بخار جایگزین شد و در سال‌های بعد موتورهای پرقدرت‌تری برای آن ساخته شد.
در این زره‌پوش از یک زره آلومینیمی جدید استفاده شده که وزن نفربر را نسب به نفربرهای قبلی آمریکایی به‌طور چشمگیری کاهش می‌داد. این کاهش وزن امکان انتقال آن با هواپیماهای ترابری و همچنین انجام عملیات آبی خاکی را برای آن مهیا می‌کرد. ضخامت زره در قسمت جلوی ام۱۱۳ به ۳۸ میلی‌متر می‌رسد.
با شروع دههٔ ۱۹۸۰ میلادی نفربرهای ام۱۱۳ ارتش آمریکا برای مأموریت‌های خط مقدم به مرور با خودرو جنگی پیاده‌نظام ام۲ بردلی جایگزین شدند. ولی همچنان تعداد انبوهی از آن‌ها در نیروهای مسلح آمریکا در حال خدمت هستند. به طوری که در مجموع نیمی از خودروهای زره‌پوش جنگی ارتش آمریکا را مدل‌های مختلف ام۱۱۳ تشکیل می‌دهند. ارتش ایالات متحده قصد دارد برنامهٔ استفاده از این نفربر را تا سال ۲۰۲۸ ادامه دهد و در این زمان آن را از خدمت خارج کند.
برآورد می‌شود تاکنون بیش از ۸۰٬۰۰۰ ام۱۱۳ (انواع مختلف) ساخته شده باشد که در ۵۰ کشور دنیا در حال خدمت هستند. به این ترتیب ام۱۱۳ یکی از پرشمارترین و رایج‌ترین خودروهای زره‌پوش تاریخ محسوب می‌شود.

## انواع
انعطاف‌پذیری و چندکارگی ام۱۱۳ در کنار قیمت ارزان باعث شده تا مدل‌های مختلفی از آن برای ارتش آمریکا و کشورهای دیگر دنیا ساخته شود. مدل‌هایی از ام۱۱۳ برای مأموریت‌های حمایتی مختلف مانند خودرو تعمیر و بازیابی، آمبولانس زره‌پوش، خودرو شکارچی تانک (ام ۹۰۱ با دو لانچر شلیک موشک تاو)، خودرو فرماندهی، خودرو مهندسی، خمپاره‌انداز، توپ خودکششی (ام۱۰۸ با هویتزر ۱۰۵ م‌م ام۱۰۱)، توپ ضدهوایی (ام۱۶۳ با ضدهوایی شش‌لول ام۶۱ والکان)، سیستم موشکی ضدهوایی، آتش پشتیبان پیاده‌نظام، خودرو زرهی شناسایی (ام۱۱۴)، خودرو ناظر و راهنمای توپخانه، خودرو جنگی پیاده‌نظام (ای آی‌اف‌وی)، کِشندهٔ توپخانه‌ای، حمل‌ونقل مهمات و حمل‌ونقل رادار ساخته شده‌است. در واقع ام۱۱۳ به هر خودرو زره‌پوشی که می‌توان تصور کرد تبدیل شده‌است.

## خدمت
- افغانستان
- آلبانی
- آرژانتین
- استرالیا
- بحرین
- بنگلادش
- بلژیک
- بنین
- بولیوی
- بوسنی و هرزگوین
- برزیل
- کانادا
- شیلی
- کلمبیا
- قبرس
- جمهوری دموکراتیک کنگو
- دانمارک
- مصر
- اکوادور
- السالوادور
- اتیوپی
- یونان
- ایران
- اسرائیل
- ایتالیا
- کره جنوبی
- کویت
- لبنان
- لیبی
- لیتوانی
- مراکش
- مقدونیه شمالی
- هلند
- نیوزیلند
- نروژ
- پاکستان
- پرو
- فیلیپین
- لهستان
- پرتغال
- عربستان سعودی
- سنگاپور
- اسپانیا
- سوئد
- سوئیس
- تایلند
- تونس
- ترکیه
- سازمان ملل متحد
- ایالات متحده آمریکا
- اروگوئه
- ویتنام
- یمن